# NGC 1638
NGC 1638 este o galaxie lenticulară situată în constelația Eridanul. A fost descoperită în 1786 de către William Herschel. Se află la o distanță de 44,46 de megaparseci de Pământ.